# Cyclodorippe longifrons
Cyclodorippe longifrons is een krabbensoort uit de familie van de Cyclodorippidae. De wetenschappelijke naam van de soort is voor het eerst geldig gepubliceerd in 1999 door O. Campos & Melo.